# Lac Kizaki
Pour les articles homonymes, voir Kizaki.
Le lac Kizaki (木崎湖, Kizaki-ko) est un lac situé à Ōmachi, dans la préfecture de Nagano au Japon. C'est un des trois « lacs Nishina » avec le lac Nakatsuna et le lac Aoki. C'est un lac mésotrophique et d'étage subalpin par nature, entouré de nombreuses attractions au pied de la chaîne des Alpes japonaises du nord. 

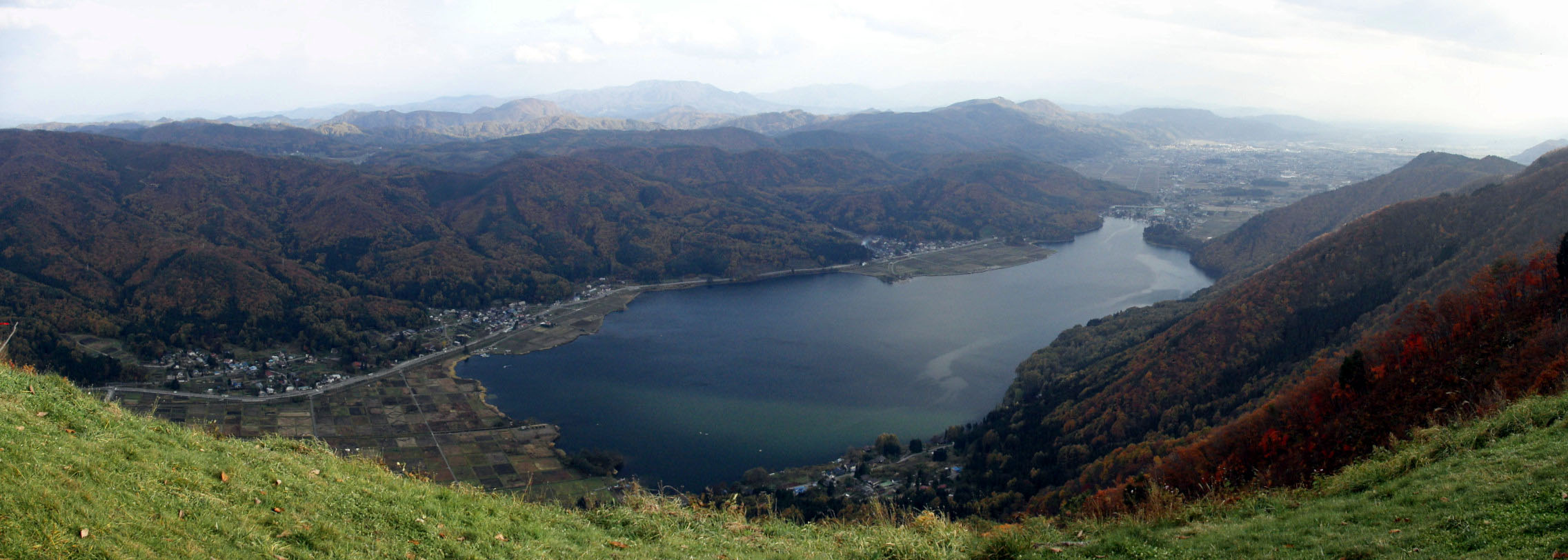
Le lac vu des plateaux au nord-ouest en été.